# Can’t Help Falling in Love
«Can’t Help Falling in Love» (с англ. — «Не могу не влюбиться») — песня Элвиса Пресли, выпущенная в качестве сингла в 1961 году. Её мелодия основана на французской песне XVIII века «Plaisir d'Amour». Пресли записал песню 23 марта 1961 года для саундтрека фильма «Голубые Гавайи».
Релиз сингла состоялся 22 ноября 1961 года (на стороне «Б» была записана «Rock-A-Hula Baby»). В Великобритании песня возглавила хит-парад. В США сингл стал «золотым» (полмиллиона проданных копий) 27 января 1962 года, а впоследствии получил статус «платинового». В конце 1960-х и 1970-х годах Пресли обычно завершал этой песней свои концерты.
«Can’t Help Falling in Love» в исполнении Пресли попала в список 500 величайших песен всех времён по версии журнала Rolling Stone (2004), заняв там 394-ю позицию.

## Кавер-версии
В разное время «Can’t Help Falling in Love» исполняли десятки артистов и групп. Среди её исполнителей были UB40, A*Teens, Fancy, Андреа Бочелли, Боб Дилан, Бренда Ли, Даррен Хейз, Дорис Дэй, Рик Эстли, Перри Комо, Ширли Бэсси, Эл Мартино, Карел Готт, Blackmore's Night, Baccara, Bon Jovi, Cameo, Erasure, U2, Клаус Номи, Майкл Бубле, Крис Айзек, Twenty Øne piløts, Зейн Малик, Pentatonix, Haley Reinhart, Диана Анкудинова.

### Версия UB40
Версия «Can’t Help Falling in Love» в исполнении британской группы UB40 была выпущена в 1993 году в качестве первого сингла с альбома «Promises and Lies» и достигла первого места в хит-парадах Великобритании, США и нескольких других стран.

#### Список композиций
CD-сингл:
1. I Can’t Help Falling in Love With You — 3:24
2. Jungle Love — 5:09

CD-макси:
1. I Can’t Help Falling in Love With You — 3:24
2. Jungle Love — 5:09
3. I Can’t Help Falling in Love With You (Extended Mix) — 6:03

10" сингл:
1. I Can’t Help Falling in Love With You (Extended Mix) — 6:03
2. Jungle Love — 5:09
3. I Can’t Help Falling in Love With You — 3:24

7" сингл:
1. I Can’t Help Falling in Love With You — 3:24
2. Jungle Love — 5:09

### Версия A*Teens
Шведская группа A*Teens выпустила «Can’t Help Falling in Love» в качестве первого сингла со своего третьего альбома «Pop 'til You Drop!». Выбор этой песни был связан с тем, что летом 2002 года в США выходил на экраны новый мультфильм студии Диснея «Лило и Стич»; его действие разворачивалось на Гавайях (как и действие фильма «Голубые Гавайи», для которого был написан оригинал песни), а саундтрек включал несколько кавер-версий песен Пресли. A*Teens записали свою версию «Can’t Help Falling in Love», и она была включена в саундтрек мультфильма. Одновременно с премьерой «Лило и Стич» в США был выпущен новый альбом группы, предназначенный специально для Северной Америки.
В США «Can’t Help Falling in Love» была выпущена в составе саундтрека и не выходила в качестве сингла. Сингл был выпущен летом 2002 года в Латинской Америке и осенью в Европе, когда группа вернулась домой с американских гастролей. Его результаты в чартах были посредственными, в Швеции песня даже не вошла в первую десятку. Песня имела успех на американском Радио Дисней, достигнув первого места в радиоротации.
Видеоклип был снят в Санта-Кларите (Калифорния, США), его режиссёром стал Грегори Дарк. Премьера состоялась 29 мая 2002 года. Существуют две версии клипа. В оригинальной версии участники группы танцуют и играют со щенками. «Диснеевская версия» имеет в целом аналогичный видеоряд, но в ней добавлены сцены с участниками группы в пляжных костюмах и кадры из мультфильма. Эта версия примечательна тем, что в неё вошёл момент, произошедший на съёмках клипа, когда Мари случайно ударила Дани локтем в лицо.

#### Список композиций
Европейский сингл
1. A*Teens — Can’t Help Falling In Love — 3:06
2. Mark Keali’i Ho’omalu and North Shore Children’s Choir & Key Cygnetures — Hawaiian Roller Coaster Ride — 3:27
3. Mark Keali’i Ho’omalu and North Shore Children’s Choir & Key Cygnetures — He Mele No Lilo — 2:28

#### Хит-парады
| Страна     | Позиция |
| ---------- | ------- |
| Австралия  | 35      |
| Аргентина  | 16      |
| Нидерланды | 50      |
| Швеция     | 12      |